# Combs (Suffolk)
Pour les articles homonymes, voir Combs.
Combs est un village et une paroisse civile du Suffolk, en Angleterre.